# Ravi Zacharias
Frederick Antony Ravi Kumar Zacharias (Chennai, Tamil Nadu; 26 de marzo de 1946-Atlanta, Georgia; 19 de mayo de 2020) fue un apologeta evangélico nacido en la India y nacionalizado canadiense y estadounidense. 
Fue el autor de numerosos libros cristianos incluyendo el ganador del galardón Gold Medallion Book Award ¿Puede el Hombre Vivir Sin Dios? y los superventas Luz en la Sombra del Jihad y El Gran Agitador. También fue presidente de Ravi Zacharias International Ministries, anfitrión de los programas de radio Let My People Think (Que mi pueblo piense) y Just Thinking (Sólo pensando), transmitidos en forma semanal y diaria respectivamente, en estaciones cristianas a lo largo de Estados Unidos. Fue además profesor invitado del Wycliffe Hall en la Universidad de Oxford, donde enseñó apologética y evangelismo. Previamente, estudió en la Universidad de Cambridge y fue presidente de Evangelismo y Pensamiento Contemporáneo en el Seminario Teológico Alianza de 1981 a 1984. El comentarista Chuck Colson se refirió a él como «el gran apologista de nuestro tiempo».

## Primeros días y familia
Nació en Madras, India, y se convirtió al cristianismo después de un intento de suicidio a los diecisiete años. Emigró con su familia a Canadá en 1966, obteniendo su carta de pasante del Colegio bíblico de Ontario en 1972 (actualmente Universidad, Colegio y Seminario Tyndale) y su maestría en divinidad de la Universidad Internacional Trinity.
En mayo de 1972 se casó con Margaret Margie Reynolds, a la que conoció en el grupo de jóvenes de su iglesia.  Tuvieron tres hijos mayores, Sarah, Naomi y Nathan.
Posteriormente fue ordenado por la Alianza Cristiana y Misionera y comisionado como un evangelista internacional. Fundó Ravi Zacharias International Ministries en 1984 para seguir su llamado como un «evangelista clásico en el escenario de los intelectualmente renuentes».

## Ministerio
Fue invitado a pasar el verano de 1971 en Vietnam del Sur donde evangelizó a los soldados estadounidenses y a los prisioneros de guerra del Vietcong. Después de graduarse en el Colegio bíblico de Ontario comenzó un ministerio itinerante con la Alianza Cristiana y Misionera en Canadá. En 1974 la ACM lo envió a Camboya donde predicó durante un breve periodo antes de la toma del poder por parte de los Jemeres Rojos. En 1977, después de graduarse en Trinity, Zacharias fue comisionado para predicar a nivel mundial.
En 1983, fue invitado a participar en la conferencia evangelista anual de la Asociación Evangelística Billy Graham celebrada en  Ámsterdam, fue allí donde observó por primera vez la falta de un ministerio dedicado a la apologética cristiana. Después de Ámsterdam, pasó el verano evangelizando en la India donde volvió a notar la necesidad de un ministerio de apologética tanto para llevar a la gente a Cristo como para entrenar a los líderes cristianos. En agosto de 1984 fundó el Ravi Zacharias International Ministries en Toronto, Canadá. El ministerio cuenta con oficinas centrales ubicadas en Atlanta, Georgia, y oficinas en Canadá, Inglaterra, India, Singapur y en los Emiratos Árabes Unidos.
En 1989, poco después de la caída del Muro de Berlín, fue invitado a hablar en Moscú. Se dirigió a estudiantes de la Academia militar Lenin, y a los líderes políticos en el Centro de Estrategia Geopolítica. Esta fue la primera de muchas oportunidades evangelísticas hacia el mundo político. Otros eventos incluyeron una invitación a Bogotá, Colombia en 1993, donde se dirigió al Comité Judicial sobre la importancia de tener un fundamento moral sólido.
Se tomó un año de descanso en 1990 y pasó parte de ese año como erudito invitado en la Universidad de Cambridge. Ahí asistió a las disertaciones de Stephen Hawking y estudió bajo la tutela de profesores como John Polkinghorne y Don Cupitt. También escribió su primer libro, A Shattered Visage: The Real Face of Atheism (Un Rostro Roto: La Cara Real del Ateísmo).
En 1993 fue invitado a hablar en su primer Veritas Forum en la Universidad de Harvard, y posteriormente en ese año fue uno de los conferencistas principales en la Universidad de Urbana. Continuó siendo un invitado frecuente en estos foros, dando conferencias y respondiendo a los estudiantes en sesiones de preguntas y respuestas en instituciones académicas como en la Universidad de Georgia, la Universidad de Míchigan, y la Universidad Estatal de Pensilvania.
Atrajo la atención de los medios cuando en 2004 la Iglesia de Jesucristo de los Santos de los Últimos Días (en inglés estadounidense: Latter Day Saints Church) abrió su púlpito principal en el Tabernáculo de Salt Lake City a un evangelista externo por primera vez en un siglo (habiendo sido el último Dwight L. Moody en 1871). Dio un sermón titulado ¿Quién es la Verdad? Defendiendo a Jesucristo como el Camino, la Verdad y la Vida a una audiencia de aproximadamente 7.000 personas y eruditos de la iglesia LDS e iglesias Protestantes, en un movimiento inicial hacia el diálogo abierto entre ellos.
Algunos evangélicos criticaron la decisión de Zacharias de no usar esta plataforma para mencionar directamente las diferencias “profundas y fundacionales” entre la fe cristiana histórica y las de la iglesia LDS. Él respondió afirmando que los cristianos no deben condenar inmediatamente las diferencias teológicas mormonas sino “construir en gracia un paso a la vez para comunicar nuestra fe con claridad y convicción".  Dijo que esto es tan efectivo como el mostrar a alguien las faltas en su fe.
Esta conferencia fue casi saboteada por la declaración del organizador Greg Johnson, presidente de Standing Together, de que Zacharias no tenía nada que ver con la edición del libro The Kingdom of the Cults (El Reino de los Cultos) y que sólo había prestado su nombre para la última edición. Johnson posteriormente se disculpó por su comentario.
Zacharias también fue un frecuente conferencista clave dentro de la comunidad evangélica en eventos como la conferencia Futuro de Verdad en 2004, la Convención y Exposición Nacional de Locutores Religiosos en 2005, la Conferencia Nacional sobre Apologética Cristiana en 2006, y el MissionFest Toronto en 2007.
En noches sucesivas en octubre de 2007, ofreció ayuda primero a los estudiantes y a la facultad de Virginia Tech, luego a la comunidad de Blacksburg, Virginia sobre el tema de la maldad y el sufrimiento en la víspera de la masacre de Virginia Tech. Adicionalmente, Zacharias ha representado a la comunidad evangélica en ocasiones como el Día Nacional de Oración en Washington D. C., el Desayuno Anual de Oración en las Naciones Unidas, y el Desayuno de Oración de la Unión Africana en Maputo, Mozambique, y fue nombrado presidente honorario de la fuerza de trabajo del Día Nacional de Oración 2008.
Fue entrevistado en Focus on the Family's Truth Project (Proyecto de Verdad de Enfoque a la Familia).
En noviembre de 2009, firmó una declaración ecuménica conocida como la "Declaración de Manhattan: un llamado de conciencia cristiana" llamando a los evangélicos, católicos y ortodoxos a no perdonar la desobediencia civil respecto a las leyes que los obligan a aceptar el aborto, el matrimonio de las personas del mismo sexo u otros asuntos que van en contra de sus creencias religiosas.

## Pensamiento
Declaró que una cosmovisión coherente debe ser capaz de responder satisfactoriamente a cuatro cuestiones: las de origen, significado, moralidad y destino. Dice que mientras toda religión mayor hace declaraciones exclusivas acerca de la verdad, la fe cristiana es única en su habilidad  de responder a estas cuatro cuestiones. Rutinariamente habla sobre la coherencia del enfoque mundial cristiano, diciendo que el cristianismo es capaz de soportar los ataques filosóficos más difíciles. Zacharias afirma que el apologista debe argumentar desde tres niveles: el teórico, para alinear la lógica del argumento; las artes, para ilustrar; y el lenguaje común, para concluir y aplicar.
En particular, el propio estilo apologético de Zacharias se enfocó en las respuestas cristianas a las grandes preguntas existencialistas de la vida, en lugar de cualquier defensa de Dios inclinada a lo científico. La poca discusión que Zacharias hace apropiada para los asuntos científicos, lo hace devoto a la pregunta del origen del hombre. Ha declarado al escepticismo como lo que él cree ser una evidencia empírica inadecuada en los registros fósiles para una afirmación honesta de la teoría de la evolución. También cuestiona la declaración de que la evolución es compatible con la segunda ley de la termodinámica, creyendo que las dos son contradictorias e irreconciliables. Esto surgió de la creencia que la segunda ley de la termodinámica dicta que todos los sistemas cerrados del universo tenderán, a menos que actúen por una influencia externa, a desordenarse. Esta noción, dice Zacharias, no es conforme a los principios de la evolución, los cuales postulan un incremento marcado en el orden de la vida biológica.

## Fallecimiento
Falleció el 19 de mayo de 2020 a los 74 años en Atlanta a causa de un cáncer.

## Delitos sexuales
En 2017 fue acusado de conducta sexual indebida. En 2020, tras su fallecimiento, se lanzaron más acusaciones contra él, que fueron confirmadas posteriormente por una investigación independiente por su propio ministerio.

## Libros escritos
- A Shattered Visage: The Real Face of Atheism (1994, 2004) ISBN 0-8010-6511-9
- Can Man Live Without God? (1994, 1996) ISBN 0-8499-3943-7
- Deliver Us From Evil (1996, 1998) ISBN 0-8499-3950-X
- Cries of the Heart (1998, 2002) ISBN 0-8499-4387-6
- The Merchant and the Thief (1999) (Children’s) ISBN 0-7814-3296-0
- The Broken Promise (2000) (Children's) ISBN 0-7814-3451-3
- Jesus Among Other Gods (2000, 2002) ISBN 0-8499-4327-2
- Jesus Among Other Gods (Youth Edition) (2000) ISBN 0-8499-4217-9
- The Lotus and the Cross: Jesus Talks with Buddha (2001) ISBN 1-57673-854-X
- Sense and Sensuality: Jesus Talks with Oscar Wilde (2002) ISBN 1-59052-014-9
- Light in the Shadow of Jihad: The Struggle For Truth (2002) ISBN 1-57673-989-9
- Recapture the Wonder (2003) ISBN 1-59145-276-7
- Is Your Church Ready?: Motivating Leaders to Live an Apologetic Life (2003) (Editor, with Norman Geisler) ISBN 0-310-25061-7
- Who Made God? And Answers to Over 100 Other Tough Questions of Faith (2003) (General Editor, with Norman Geisler) ISBN 0-310-24710-1
- The Kingdom of the Cults (2003) (Editor) ISBN 0-7642-2821-8
- I, Isaac Take Thee, Rebekah: Moving From Romance to Lasting Love (2004) ISBN 0-8499-0822-1
- The Prince and the Prophet: Jesus Talks With Mohammed (Copyright 2004, to be released posthumously) ISBN 1-59052-319-9
- The Lamb and the Führer: Jesus Talks with Hitler (2005) ISBN 1-59052-394-6
- Walking From East to West: God in the Shadows (With R.S.B. Sawyer) (2006) ISBN 0-310-25915-0
- The Grand Weaver: How God Shapes Us Through the Events of Our Lives (2007) ISBN 0-310-26952-0
- Beyond Opinion: Living the Faith We Defend (2008) ISBN 0-8499-1968-1
- The End of Reason: A Response to the New Atheists (2008) ISBN 0-310-28251-9
- Is There Not a Cause (2008) (National Day of Prayer Feature Book)
- New Birth or Rebirth: Jesus Talks with Krishna (2008) ISBN 1-59052-725-9
- There is a Plan (2009) (excerpts from The Grand Weaver) ISBN 0-310-31849-1
- Has Christianity Failed You? (July 2010) ISBN 0-310-26955-5